# Ramon Gittens
Ramon Gittens (né le 20 juillet 1987 à Bridgetown) est un athlète barbadien, spécialiste du sprint.

## Biographie
Il se distingue en remportant trois médailles aux Championnats juniors d'Amérique centrale et des Caraïbes en 2006 à Port-d'Espagne, sur 100 mètres, 200 mètres et relais 4 × 100 mètres
. 
Crédité en 2009 de 10 s 18 sur 100 mètres, il améliore son record personnel avec 10 s 02 (+ 1,9 m/s), à Montverde (Floride) le 8 juin 2013.
Il remporte la médaille de bronze en 10 s 19 lors des Championnats d'Amérique centrale et des Caraïbes d'athlétisme 2013 à Morelia. 
Depuis 2009, il a participé à trois Championnats du monde et aux Jeux olympiques, en étant à chaque fois éliminé en séries. Lors du relais 4 × 100 mètres à Moscou, il réalise en séries un nouveau record de Barbade, avec Andrew Hinds, Levi Cadogan et Shane Brathwaite, en 38 s 94, battant les 39 s 18 réalisés en altitude par ses compatriotes à Morelia.
Lors des Championnats NACAC 2015, il bat à nouveau le record du relais 4 x 100 m de la Barbade en 38 s 55 avec ses coéquipiers Levi Cadogan, Burkheart Ellis et Nicholas Deshong.
En mars 2016, Gittens participe aux championnats du monde en salle de Portland : loin d'être prédit pour remporter une médaille, le Barbadien décroche le bronze lors de la finale du 60 m en courant en 6 s 51 et remporte sa première médaille mondiale individuelle. Il améliore par la même occasion le record de Barbade (qu'il avait déjà amélioré en demi-finale) et n'est devancé que par l'Américain Trayvon Bromell (6 s 47) et le Jamaïcain Asafa Powell (6 s 50).
Le 5 août 2016, il est le porte-drapeau barbadien lors de la cérémonie d'ouverture des Jeux olympiques de 2016 à Rio, jeux au cours desquels il est éliminé en séries tant au 100 m qu'au 200 m, mais au 200 m il est éliminé parce qu'il a ralenti, croyant la qualification acquise ; il aurait pu facilement garder son avance sur l'Italien Matteo Galvan, s'emparer de la 2e place et se qualifier pour la demi-finale.
Le 4 août 2017, il est le premier éliminé des séries du 100 m des Championnats du monde à Londres, en 10 s 24 (même temps que trois qualifiés) et ne participe pas aux demi-finales.

## Palmarès
| Date | Compétition                              | Lieu       | Résultat | Épreuve   | Temps         |
| ---- | ---------------------------------------- | ---------- | -------- | --------- | ------------- |
| 2006 | Championnats du monde juniors            | Pékin      | 5e       | 200 m     | 21 s 25       |
| 2013 | Championnats d'Am. cent. et des Caraïbes | Morelia    | 3e       | 100 m     | 10 s 19       |
| 2014 | Relais mondiaux de l'IAAF                | Nassau     | 4e       | 4 × 200 m | 1 min 21 s 88 |
| 2014 | Jeux du Commonwealth                     | Glasgow    | 8e       | 100 m     | 10 s 25       |
| 2015 | Jeux panaméricains                       | Toronto    | 2e       | 100 m     | 10 s 07       |
| 2015 | Championnats NACAC                       | San José   | 2e       | 100 m     | 10 s 11       |
| 2015 | Championnats NACAC                       | San José   | 3e       | 4 x 100 m | 38 s 55       |
| 2016 | Championnats du monde en salle           | Portland   | 3e       | 60 m      | 6 s 51        |
| 2017 | Relais mondiaux de l'IAAF                | Nassau     | 2e       | 4 × 100 m | 39 s 18       |
| 2018 | Jeux du Commonwealth                     | Gold Coast | 5e       | 4 x 100 m | 39 s 04       |

## Records
| Épreuve    | Performance | Lieu          | Date                     |
| ---------- | ----------- | ------------- | ------------------------ |
| 60 mètres  | 6 s 51      | Portland      | 18 mars 2016             |
| 100 mètres | 10 s 02     | Floride Pékin | 8 juin 2013 22 août 2015 |
| 200 mètres | 20 s 44     | Arima         | 10 mai 2014              |